# Eugene Aram
Eugene Aram er en amerikansk stumfilm fra 1915 af Richard Ridgely.

## Medvirkende
- Marc McDermott som Eugene Aram.
- Mabel Trunnelle som Madeline Lester.
- Gladys Hulette som Eleanor Lester.
- Herbert Prior som Richard Housman.
- George A. Wright som Geoffrey Lester.